# Frank Welker
Frank Welker (Denver, Colorado, 1946. március 12. –) amerikai szinkronszínész.

## Életpályája
Santa Monicában járt főiskolára. Stand-up komikusként kezdte karrierjét. Első szerepe a Friskies állateledel reklámjában volt, majd 1969-ben kezdte szinkronizálni Fred Jones-t a Scooby-Doo-ban, akit mai napig szinkronizál. Állatok illetve szörnyek hangjaként is ismert.

## Filmjei
Számos rajzfilmsorozatban szinkronizált, például:
- Scooby-Doo, merre vagy? ,
- Aladdin ,
- Transformers ,
- Futurama ,
- Az igazi szellemirtók ,
- Animánia ,
- A Garfield-show
- Tündéri keresztszülők